# Cementiri de Santa Coloma de Farners
El Cementiri de Santa Coloma de Farners és un monument del municipi de Santa Coloma de Farners (Selva) inclòs en l'Inventari del Patrimoni Arquitectònic de Catalunya.

## Descripció
Es tracta d'un recinte amb portalada d'estil neoclàssic d'arc carpanell emmarcada entre dues pilastres de pedra que sostenen un fris, també de pedra, i a sobre un frontó d'arc rebaixat amb una creu de ferro al capdamunt. Als dos extrems hi ha dues boles de ceràmica verda vidriada. La porta és una reixa de ferro treballat amb la data de 1868.
A l'interior del recinte hi ha una avinguda central i una transversal formant una creu. Tot el perímetre està format de nínxols amb coberta de teula àrab. Al final del camí central hi ha una capella del Sant Crist que segueix el mateix esquema compositiu de la portalada d'entrada: porta d'arc carpanell emmarcada en pedra i un òcul circular i la façana està flanquejada per pilastres acabades amb una bola de pedra i acabament amb fris ondulat.
Els quatre parterres quadrats tenen mausoleus dels quals podem destacar un d'estil neogòtic on hi ha enterrat Felipe Santiago de Cruïlles de Pedratallada Despujol i Farners mort el 16-11-1862, obra de P. Martini (escultor) i tres més, obra de l'escultor local contemporani, Martí Sabé. A la banda dreta hi ha una primera ampliació que segueix l'estil i la composició de l'original i al seu costat una altra de l'any 2002 molt més moderna sense gaire interès arquitectònic.

## Història
El cementiri de Santa Coloma de Farners estava situat darrere de l'església parroquial. A finals del segle xviii principi del XIX es trasllada al lloc actual per poder fer l'ampliació del temple i construir capella adossada dels Dolors.